# شفافیت القایی به صورت الکترومغناطیسی

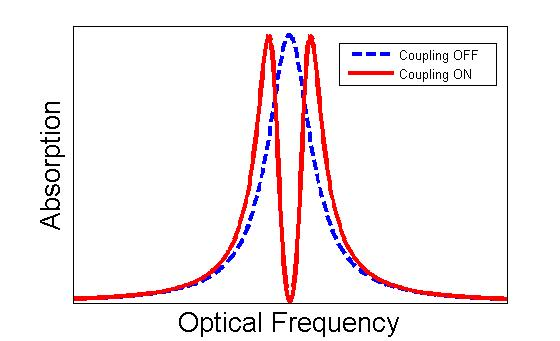
تأثیر EIT بر روی یک خط جذب معمولی. یک پرآب ضعیف به طور معمول جذب نشان داده شده با رنگ آبی را تجربه می‌کند. پرتوی تزویج دوم باعث ایجاد EIT و ایجاد «پنجره» در ناحیه جذب (قرمز) می‌شود. این طرح شبیه‌سازی رایانه‌ای EIT در یک نقطه کوانتومی GaAs /InAs است

شفافیت القایی به صورت الکترومغناطیسی (EIT) یک شفافیت غیرخطی نوری همدوست است که باعث می‌شود یک محیط در یک محدوده طیفی باریک اطراف یک خط جذب شفاف شود. پاشندگی شدیدی نیز در این «پنجره» شفافیت ایجاد می‌شود که منجر به «نور کُند» می‌شود. در اصل این یک اثر تداخل کوانتومی است که اجازه انتشار نور از طریق یک محیط اتمی غیرشفاف را می‌دهد.
تداخل کوانتومی در EIT می‌تواند برای لیزر سرد ذرات اتمی، حتی تا حالت پایه مکانیکی کوانتومی به کار گرفته شود. این در سال ۲۰۱۵ برای تصویربرداری مستقیم از اتم‌های مجزا که در یک شبکه نوری گرفتار شده‌اند استفاده شد.

### کار اولیه
- O. Kocharovskaya , Ya.I.Khanin , Sov. فیزیک JETP، ۶۳، p945 (1986)
- KJ Boller، A. İmamoğlu، SE Harris , Physical Review Letters 66، p2593 (1991)
- Eberly, JH, ML Pons, and HR Haq, Phys. کشیش لت ۷۲، ۵6 (1994)
- D. Budker, DF Kimball, SM Rochester, and VV Yashchuk, Physical Review Letters، ۸۳، p1767 (1999)
- Lene Vestergaard Hau، SE Harris , Zachary Dutton , Cyrus H. Behroozi, Nature v.397، p594 (1999)
- DF Phillips, A. Fleischhauer, A. Mair, RL Walsworth, MD Lukin, Physical Review Letters 86، p783 (2001)
- Naomi S. Ginsberg , Sean R. Garner، Lene Vestergaard Hau , Nature 445، ۶۲3 (2007)

### مرور
- Harris, Steve (July, 1997). Electromagnetically Induced Transparency بایگانی‌شده  در ۱۶ ژوئیه ۲۰۱۲ توسط Wayback Machine. Physics Today, 50 (7), pp. 36–42 (PDF Format)
- Zachary Dutton, Naomi S. Ginsberg, Christopher Slowe, and Lene Vestergaard Hau (2004) The art of taming light: ultra-slow and stopped light. Europhysics News Vol. 35 No. 2
- M. Fleischhauer, A. İmamoğlu, and J. P. Marangos (2005), "Electromagnetically induced transparency: Optics in Coherent Media", Reviews Modern Physics, 77, 633